# Diócesis de Evansville
La diócesis de Evansville (en latín: Dioecesis Evansvicensis y en inglés: Roman Catholic Diocese of Evansville) es una circunscripción eclesiástica de la Iglesia católica en Estados Unidos. Se trata de una diócesis latina, sufragánea de la arquidiócesis de Indianápolis. Desde el 18 de octubre de 2017 su obispo es Joseph Mark Siegel.

## Territorio y organización

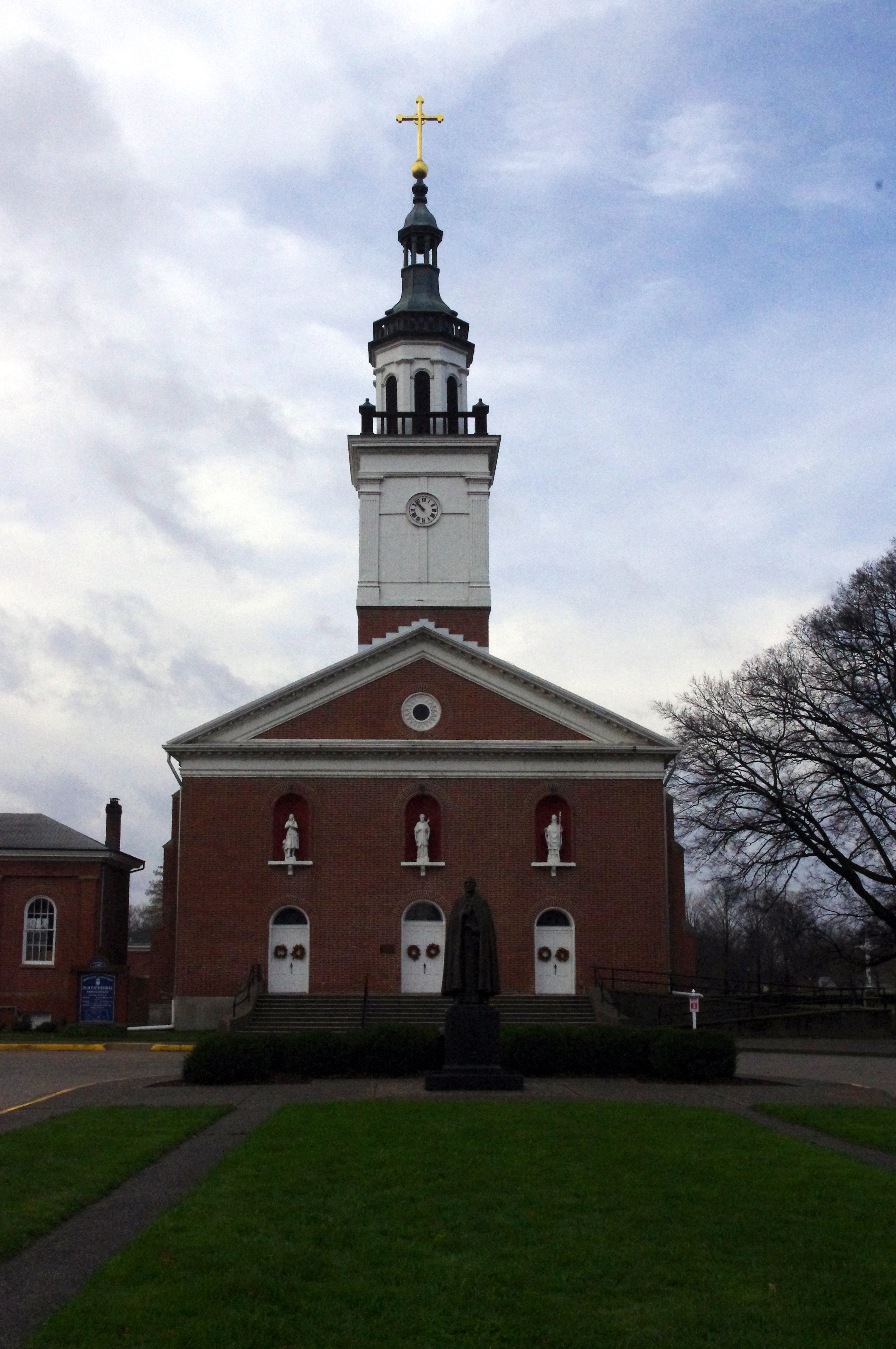
Excatedral basílica de San Francisco Javier, en Vincennes

La diócesis tiene 12 975 km² y extiende su jurisdicción sobre los fieles católicos de rito latino residentes en 12 condados del estado de Indiana: Vanderburgh, Posey, Warrick, Gibson, Knox, Daviess, Pike, Sullivan, Greene, Martin, Dubois y Spencer.
La sede de la diócesis se encuentra en la ciudad de Evansville, en donde se halla la Catedral de San Benito. En Vincennes se halla la excatedral de San Francisco Javier, hoy basílica menor, que fue la sede de la diócesis de Vincennes.
En 2021 en la diócesis existían 45 parroquias.

## Historia
La diócesis fue erigida el 21 de octubre de 1944 mediante la bula Ecclesiae universalis del papa Pío XII, tomando su territorio de la diócesis de Indianápolis, que fue elevada a arquidiócesis el mismo día.
En 1948 se celebró el primer sínodo diocesano, seguido del segundo en 1958 y del tercero en 1969.
En 1965 la Catedral de la Asunción fue vendida y la iglesia demolida. La iglesia de la Santísima Trinidad se convirtió en pro-catedral.
En 1970 la antigua catedral de San Francisco Javier en Vincennes fue elevada a basílica menor.
En 1977 fueron ordenados los primeros diáconos permanentes de la diócesis.
En 1993 se celebró el cuarto sínodo diocesano.
El 11 de abril de 1999 la iglesia de San Benito se convirtió en la catedral de la diócesis.
En los años de 2014 a 2017 un número sustancial de unificaciones redujo considerablemente el número de parroquias en la diócesis.

## Estadísticas
De acuerdo al Anuario Pontificio 2022 la diócesis tenía a fines de 2021 un total de 72 206 fieles bautizados.
| Año                                                                             | Población            | Población | Población      | Sacerdotes | Sacerdotes    | Sacerdotes    | Bautizados por sacerdote | Diáconos permanentes | Religiosos | Religiosos | Parroquias |
| Año                                                                             | Bautizados católicos | Total     | % de católicos | Total      | Clero secular | Clero regular | Bautizados por sacerdote | Diáconos permanentes | Varones    | Mujeres    | Parroquias |
| ------------------------------------------------------------------------------- | -------------------- | --------- | -------------- | ---------- | ------------- | ------------- | ------------------------ | -------------------- | ---------- | ---------- | ---------- |
| 1950                                                                            | 57 258               | 394 725   | 14.5           | 106        | 84            | 22            | 540                      |                      |            | 418        | 66         |
| 1966                                                                            | 81 512               | 419 530   | 19.4           | 147        | 128           | 19            | 554                      |                      | 2          | 433        | 74         |
| 1970                                                                            | 83 634               | 421 000   | 19.9           | 278        | 121           | 157           | 300                      |                      | 170        | 442        | 70         |
| 1976                                                                            | 89 578               | 435 177   | 20.6           | 131        | 113           | 18            | 683                      |                      | 21         | 527        | 75         |
| 1980                                                                            | 91 701               | 447 000   | 20.5           | 138        | 122           | 16            | 664                      | 15                   | 16         | 448        | 74         |
| 1990                                                                            | 83 125               | 480 060   | 17.3           | 121        | 111           | 10            | 686                      | 26                   | 12         | 370        | 73         |
| 1999                                                                            | 89 973               | 482 447   | 18.6           | 113        | 104           | 9             | 796                      | 22                   | 2          | 324        | 70         |
| 2000                                                                            | 91 043               | 482 447   | 18.9           | 101        | 92            | 9             | 901                      | 22                   | 11         | 310        | 70         |
| 2001                                                                            | 90 812               | 486 500   | 18.7           | 94         | 87            | 7             | 966                      | 21                   | 9          | 308        | 70         |
| 2002                                                                            | 89 087               | 491 121   | 18.1           | 95         | 88            | 7             | 937                      | 21                   | 9          | 304        | 70         |
| 2003                                                                            | 89 464               | 490 986   | 18.2           | 91         | 84            | 7             | 983                      | 20                   | 9          | 282        | 79         |
| 2004                                                                            | 89 015               | 491 956   | 18.1           | 86         | 80            | 6             | 1035                     | 21                   | 8          | 268        | 70         |
| 2006                                                                            | 87 821               | 497 433   | 17.7           | 84         | 77            | 7             | 1045                     | 42                   | 9          | 279        | 70         |
| 2010                                                                            | 87 800               | 501 000   | 17.5           | 75         | 70            | 5             | 1170                     | 52                   | 5          | 250        | 69         |
| 2013                                                                            | 90 100               | 510 752   | 17.6           | 69         | 64            | 5             | 1305                     | 48                   | 5          | 238        | 69         |
| 2016                                                                            | 76 218               | 512 870   | 14.9           | 71         | 65            | 6             | 1073                     | 57                   | 7          | 208        | 54         |
| 2019                                                                            | 75 838               | 512 393   | 14.8           | 69         | 64            | 5             | 1099                     | 60                   | 5          | 207        | 45         |
| 2021                                                                            | 72 206               | 511 728   | 14.1           | 71         | 66            | 5             | 1016                     | 59                   | 5          | 207        | 45         |
| Fuente: Catholic-Hierarchy, que a su vez toma los datos del Anuario Pontificio. |                      |           |                |            |               |               |                          |                      |            |            |            |

## Episcopologio
- Henry Joseph Grimmelsman † (11 de noviembre de 1944-18 de octubre de 1965 retirado[nota 1])
- Paul Francis Leibold † (4 de abril de 1966-23 de julio de 1969 nombrado arzobispo de Cincinnati)
- Francis Raymond Shea † (1 de diciembre de 1969-11 de marzo de 1989 retirado)
- Gerald Andrew Gettelfinger (11 de marzo de 1989-26 de abril de 2011 retirado)
- Charles Coleman Thompson (26 de abril de 2011-13 de junio de 2017 nombrado arzobispo de Indianápolis)
- Joseph Mark Siegel, desde el 18 de octubre de 2017